# Амониев бихромат
Амонев дихромат; амониев бихромат; амониев пирохромат (Ammonium bichromicum). Химическа формула: (NH4)2Cr2O7
Представлява оранжевочервени моноклинни кристали с плътност 2,15 g/cm3. Разтваря се добре във вода и алкохол. При температура 168 °C, амониевия бихромат се разлага с появяване на пламък, като образува Cr2O3 и N2.
Получава се при взаимодействие между разтвор на CrO3 и NH4OH при 8 – 10 °C.
При дишане прахът му е отровен. Причинява дразнене на дихателните органи и лигавиците, катари и белодробни ракови заболявания.

Моларна маса: 252,07 g/mol

## Използване и съхранение
Използва се само от упълномощени лица. Не се вдишва.
Съхранява се в плътно затворена опаковка. Трябва да се пази далеч от източници на горене и топлина.

## Токсичност
Може да причини рак, ако бъде вдишан. Може да причини наследствени генетични увреждания. Експлозивен в сухо състояние. Контакт със запалими материали може да предизвика пожар.
Също така е вреден при контакт с кожата. Токсичен при поглъщане. Силно токсичен при
вдишване. Дразни респираторния тракт и кожата. Риск от сериозни увреждания на очите.
Има случаи на свръхчувствителност при контакт с кожата. Силно токсичен за водни организми,
може да има дълготраен вреден ефект върху водната среда.